# 芬陶河
53°12′09″N 9°32′48″E / 53.2026°N 9.5468°E

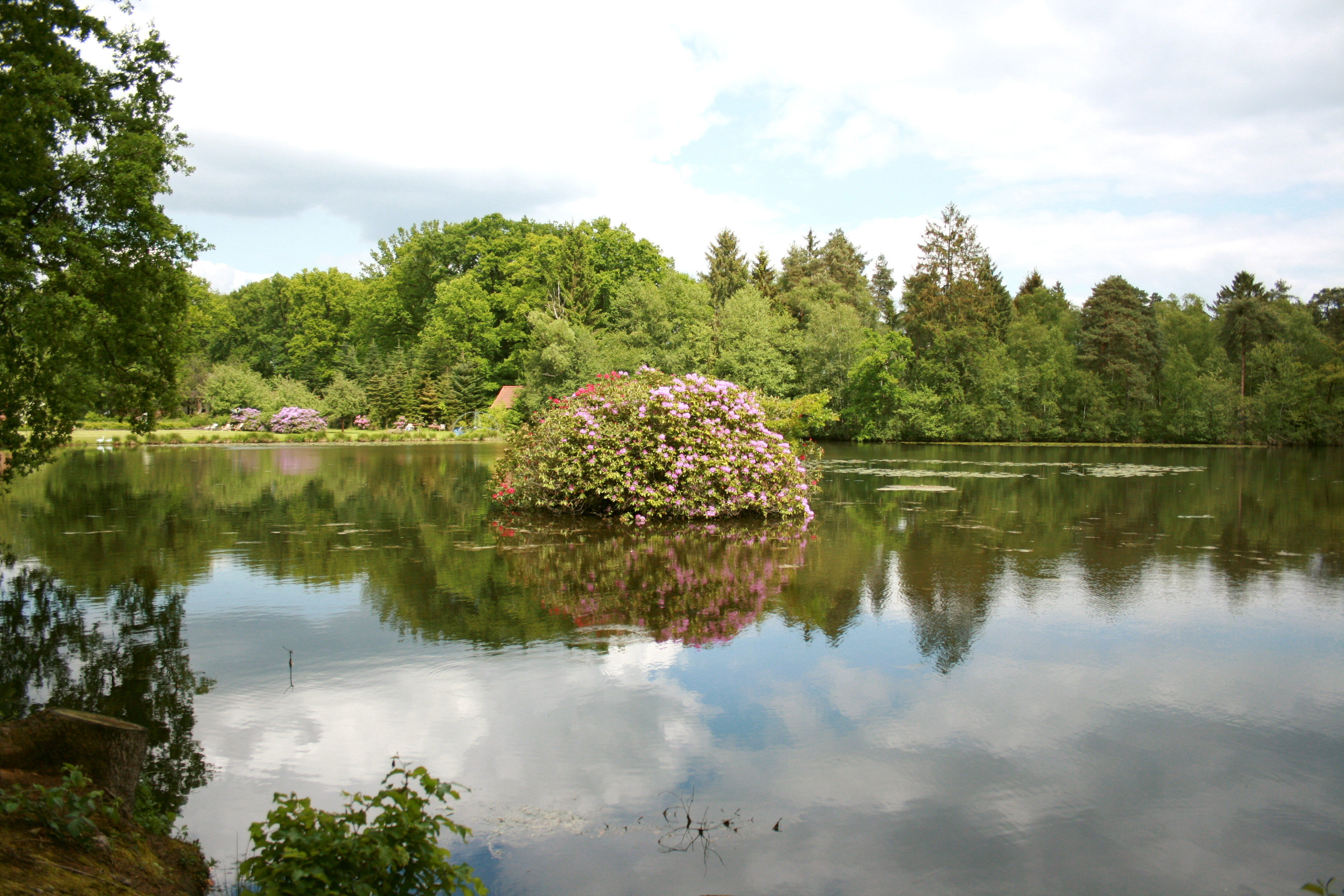

芬陶河（德語：Fintau），是德國的河流，位於該國西北部，由下薩克森州負責管轄，屬於維默河的左支流，河道全長18公里，流域面積105平方公里，河口處在勞恩布呂克附近。